# L'ombra de l'eunuc
L'ombra de l'eunuc és una novel·la de Jaume Cabré i Fabré publicada l'any 1996. L'obra ha estat guardonada amb els premis Ciutat de Barcelona de l'any 1996, i els premis Crítica Serra d'Or i Lletra d'Or el 1997. La novel·la va ser nominada a novel·la de l'any a Polònia el 2017.

## Edició
- Jaume Cabré i Fabré. L'ombra de l'eunuc.  Edicions Proa, 1996, p. 464. ISBN 9788499309668.[3][4]